# Гиндели, Антонин
Антонин Гиндели (чеш. Antonín Gindely, 3 сентября 1829 — 24 октября 1892) — чешский историк XIX века, профессор Карлова университета, представитель либерального направления в чешской исторической науке.

## Биография
Антонин Гиндели родился в Праге в семье венгерского немца и чешки. Получив образование в Праге и Оломоуце, где он  изучал теологию и право, Гиндели в 1852 году получил степень доктора философии.
Свою профессиональную карьеру он начал с преподавания в реальных училищах, затем в 1853—1855 годах работал в университете Оломоуца. В 1862 году Антонин Гиндели занял должности профессора истории в Пражском университете и земского архивариуса Чешского королевства.
В 1857 году вышла первая научная работа Гиндели «История чешских братьев». В 1864 году Антонин Гиндели стал членом Королевской Богемской научной ассоциации, в 1870 году — действительным членом Венской академии, а в 1890 году — членом Чешской академии Франца-Иосифа.
Помимо фундаментальных научных исследований, Гиндели занимался изданием собраний первоисточников по истории Чехии XV — 1-й половины XVII века.

## Научные труды
- «Богемия и Моравия в период реформации. История чешских братьев» (Böhmen und Mähren in Zeitalter der Reformation. I Abth. Geschichte der Bömischen Brüder, Прага, 1856—1857[1] или 1857—1858[2], 2-е издание 1861—1862)
- «Рудольф II и его время» (Rudolf II u. seine Zeit, Прага, 1862—1865)
- «История чешских финансов с 1525 до 1618» (Geschichte der böhmischen Finanzen von 1525 bis 1618, Прага, 1869)
- «Тридцатилетняя война» (Der dreissigjährige Krieg, Вена, 1869—1880)
- «История чешского восстания 1618 года» (Dějiny českého povstání léta 1618, 1870—1880) — этот монументальный четырёхтомный труд, ставший результатом огромной источниковедческой работы Антонина Гиндели, по сей день остается «важнейшим капитальным исследованием по данной проблематике»[3].
- «История тридцатилетней войны» (Illustrirte Geschichte des dreissigjährigen Krieges, 2 изд., Лейпциг, 1884)

## Изданные собрания источников
- «Источники по истории чешских братьев» (Quellen zur Geschichte der böhmischen Brüder, 1859)
- «Памятники чешской истории» (Monumenta historiae bohemica, Прага, 1864—1867[1])
- «Декреты общины братьев» (Dekrety jednoty bratrské, 1865)
- «Донесения о битве на Белой горе» (Die Berichte über die Schlacht auf dem Weissen Berg)
- «Чешские сеймы» (Sněmy Česke, 1877)
- «Вальдштейн в период первого генералитета в свете современных источников, 1625—1630» (Waldstein während seines ersten Generalat im Lichte der gleichzeitigen Quellen, 1625—1630, Лейпцин, 1886)